# Salacgrīva
Salacgrīva er beliggende i Limbažis distrikt i det nordlige Letland og fik byrettigheder i 1928. Byen er beliggende 104 kilometer nordøst for Letlands hovedstad Riga. Salacgrīva er en havneby og ligger ved mundingen af floden Salaca ud til Rigabugten. Før Letlands selvstændighed i 1918 var byen også kendt på sit tyske navn Salismünde.